# Vladímir Artiómov
Vladímir Artiómov (Vladímir, RSFS Rusia, 7 de diciembre de 1964) es un gimnasta artístico ruso, que compitió representado a la Unión Soviética consiguiendo ser cuatro veces campeón olímpico en 1988 y seis veces campeón del mundo entre 1983 y 1989.

## Carrera deportiva
En el Mundial de Budapest 1983 gana el oro en paralelas —empatado a puntos con el chino Lou Yun— y la plata en concurso por equipos —por detrás de China (oro) y por delante de Japón (bronce)—; sus compañeros fueron: Dmitry Bilozerchev, Artur Akopyan, Alexander Pogorelov, Yuri Korolev y Bogdan Makuts.
En el Mundial de Montreal 1985 gana la plata en la general indiviudual —tras su compatriota Yuri Korolev—, y el oro en equipos, por delante de China (plata) y República Democrática Alemana (bronce).
En el Mundial de Róterdam 1987 gana el oro en el concurso por equipos —la Unión Soviética queda por delante de China y República Democrática Alemana—; sus compañeros del equipo soviético eran: Valeri Liukin, Yuri Korolev, Vladímir Novikov, Alekséi Tijonkij y Dmitry Bilozerchev. Además consigue otro oro en barras paralelas —por delante de su compatriota Dmitry Bilozerchev y del alemán oriental Sven Tippelt—, una plata en suelo —tras el chino Lou Yun y delante del Lubomir Geraskov, y un bronce en la general individual, tras los otros soviéticos Dmitry Bilozerchev y Yuri Korolev.
En los JJ. OO. de Seúl 1988 gana cuatro medallas de oro: general individual, paralelas, barra fija —empatado a puntos con su compatriota Valeri Liukin— y equipo —la Unión Soviética queda por delante de Alemania del Este y Japón—; sus compañeros de equipo fueron: Valeri Liukin, Dmitri Bilozertchev, Vladímir Gogoladze, Serguéi Járkov y Vladímir Novikov; y una de plata en suelo, tras su compatriota Serguéi Járkov.
Por último, para poner fin a esta exitosa carrera deportiva, en el Mundial de Stuttgart 1989 consigue cinco medallas: oro en equipo —por delante de Alemania del Este y China— y barras paralelas —empatado a puntos con el chino Li Jing—, plata en suelo —por detrás de su compatriota Igor Korobchinsky y delante del chino Li Chunyang (bronce)— y barra fija —en esta prueba se tomó la revancha el chino Li Chunyang (oro) y delante del japonés Yukio Iketani (bronce)—, y bronce en salto de potro —tras los alemanes orientales Jörg Behrend y Sylvio Kroll—.